# نیکول راس
نیکول راس (انگلیسی: Nicole Ross؛ زادهٔ ۱۵ ژانویهٔ ۱۹۸۹) شمشیرباز اهل ایالات متحده آمریکا است.